# 須賀忠芳
須賀 忠芳（すが ただよし、1968年（昭和43年）7月3日 - ）は、日本の教育学者。福島県二本松市出身。東洋大学国際地域学部国際観光学科教授。

## 学位
- 筑波大学第一学群人文学類（日本史）卒業、筑波大学大学院修士課程教育研究科修了（社会科教育）。

## 著書
- 『地方の視座から読み解く日本人の歴史シリーズ１　戦国日本』郷土出版社、2009年
- 谷川彰英編著『日韓交流授業と社会科教育』明石書店、2005年